# Zebraameisenwürger
Der Zebraameisenwürger (Cymbilaimus lineatus) oder Zebra-Ameisenwürger ist ein Sperlingsvogel aus der Familie der Ameisenvögel.

## Merkmale
Der 17 cm lange Zebraameisenwürger ist ein stämmiger Vogel mit großem Kopf, dickem Schnabel mit Hackenspitze und roten Augen. Das Gefieder des Männchens ist oberseits schwarz mit feinen weißen Streifen gefärbt, unterseits fein schwarz-weiß gebändert. Das Weibchen ist ähnlich braun und gelbbraun gebändert.

## Vorkommen
Der Zebraameisenwürger kommt von Honduras über Kolumbien bis nach Nordwest-Ecuador vor und auf der Ostseite der Anden von Kolumbien bis Nord-Bolivien und Brasilien, wo er am Waldrand, auf Lichtungen oder an Wasserläufen zu finden ist.

## Verhalten
Der Zebraameisenwürger jagt Insekten, die vor Wanderameisen flüchten.

## Fortpflanzung
Zebraameisenwürger gehen eine lebenslange Partnerschaft ein. Um die Bindung zu festigen, vollführt das Männchen zu Beginn der Brutzeit ein Balzritual und übergibt dem Weibchen Futterstücke als Geschenk. In einem Schalennest, das in Astgabeln von Büschen oder Bäumen gebaut wird, werden zwei Eier von beiden Elternvögeln bebrütet.